# Людовик I (король Етрурії)

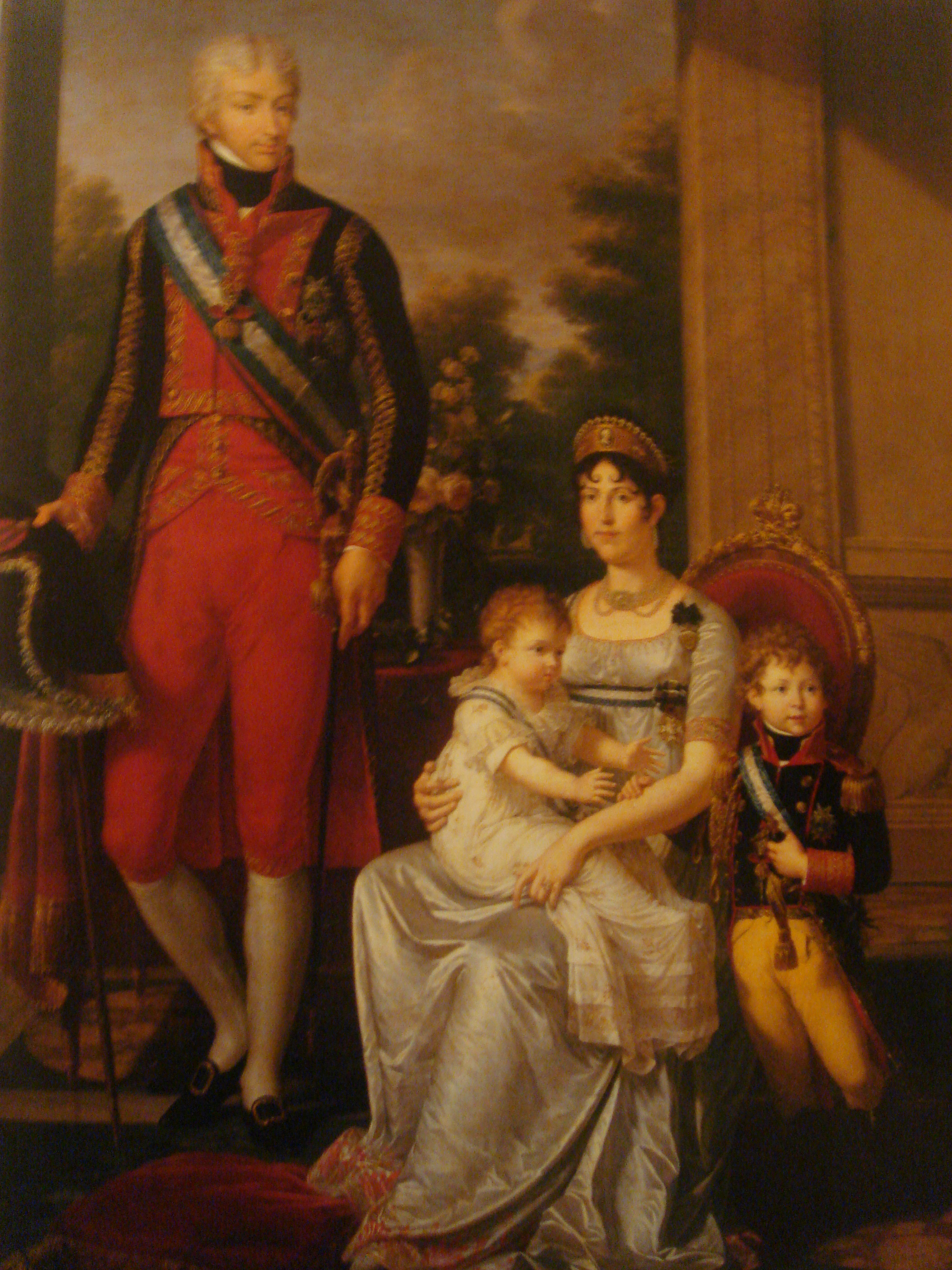
Сім'я короля Етрурії

Людовик I Франческо Філіберт (італ. Ludovico Francesco Filiberto I di Borbone-Parma; 5 липня 1773 — 27 травня 1803) — король Етрурії в 1801—1803 роках.

## Життєпис

### Молоді роки
Походив з династії Пармських Бурбонів. Старший син Фердинанда I, герцога Парми і П'янченци, та Марії Амалії Австрійської. Народився 1773 року в замку Колорно, околиця Парми. Невдовзі отримав титули принца Парми і П'янченци, інфанта Іспанії. З дитинства разом з сестрою Кароліною був улюбленцем батьків. Їх особисто навчав релігії батько. Вчителями були також директор герцогської бібліотеки священик-театинець Паоло Марія Пачауді і економіст чернець-камальдул Джаммарія Ортес.
У 4 роки навчився читати, демонстрував здібності до географії і геометрії. Йому легко давалися іноземні мови, зокрема давньогрецька, подобалися образотворче мистецтво і музика. Особливою пристрастю були природничі науки, насамперед хімія, мінералогія, ботаніка і орнітологія. Для нього в Колорно було створено кабінет природної історії і розбитий невеликий ботанічний сад. У 1778 році він вдарився головою об мармуровий стіл, граючи з Кароліною, від чого захворів на епілепсію. У 1793 році завершив домашню освіту.
У 1794 році рушив до Мадриду, де 1795 року пошлюбив представницю Іспанських Бурбонів. В Іспанії він продовжив активно цікавитися наукою, зокрема спілкувався з відомими ботаніками Казимиро Гомесом де Ортегою і Антоніо Хосе Каванільєсом. З їх допомогою поповнив колекцію ботанічного саду і музею природної історії в Пармі.

### Королювання
1800 року за умовами Договору у Сан-Ільдефонсо Іспанія погодилася з французьким захопленням Пармського герцогства. Натомість батько Людовика повинен був отримати володіння в Тоскані. 1801 року за Люневільським договором Фердинанд III Габсбург втратив трон великого герцогства Тосканського. 1801 року за Аранхуезьким договором Людовик отримував новоутворене Етрурське королівство.
Спочатку Людовик I разом з дружиною відвідав Париж, де захворів на якусь хворобу. Потім рушив до Тоскани. Місцеве населення ставилося до нього з недовірою, оскільки він був нав'язаний окупантами. Деякі представники аристократії відмовилися від служби при дворі. Людовик I не залишав спроб налагодити відносини зі своїми підданими і призначав на важливі пости місцевих аристократів. Перші державні акти короля були спрямовані на реформування системи освіти з метою її поліпшення. Він також заохочував у підданих заняття благодійністю. Проте, багатотисячні протести проти присутності на тосканській території французької армії тривали весь час правління Людовика I і завдавали скарбниці великі збитки. Незважаючи на скрутне фінансове становище, при дворі було впроваджено розкішний церемоніал на кшталт мадридського. Це також сприяло зростанню невдоволення серед місцевого населення
Незабаром стан здоров'я Людовика I сильно погіршився, чим скористалися уряди Франції, Іспанії і Папського престолу. Папському нунцію вдалося переконати хворого короля скасувати «Кодекс Леопольда», що обмежував втручання церкви в світське життя. 1802 року Людовик I підписав нову збірку законів — «Суботній кодекс». Цей акт остаточно налаштував проти короля місцеве населення. Того ж року він, незважаючи на хворобу, відвідав Іспанію. Незабаром після повернення до Флоренції у короля посилилися напади епілепсії і гарячки, внаслідок чого Людовик I помер 1803 року. Йому спадкував син Людовик II.

## Родина
Дружина — Марія Луїза Жозефіна, донька Карла IV Бурбона, короля Іспанії
Діти:
- Карл Людовик (1799—1883) — король Етрурії, герцог Парми
- Марія Амалія (1800—1802)
- Марія Кароліна (1800—1803)
- Марія Луїза Шарлотта (1802—1857) — дружина принца Максиміліана Саксонського